# Чикойское сельское поселение
Се́льское поселе́ние «Чикойское» (бур. Сүхын hомон) — муниципальное образование в Кяхтинском районе Бурятии Российской Федерации.
Административный центр — село Чикой.

## История
Статус и границы сельского поселения установлены Законом Республики Бурятия от 31 декабря 2004 года № 985-III «Об установлении границ, образовании и наделении статусом муниципальных образований в Республике Бурятия».

## Население
| 2011 | 2012 | 2013 | 2014 | 2015 | 2016 | 2017 |
| ---- | ---- | ---- | ---- | ---- | ---- | ---- |
| 730  | ↘695 | ↗732 | ↘705 | ↘704 | ↗706 | ↘701 |
| 2018 | 2019 | 2020 | 2021 | 2023 | 2024 |      |
| ↘686 | ↘682 | ↘639 | ↘525 | ↘496 | ↘477 |      |

## Состав сельского поселения
| № | Населённый пункт | Тип населённого пункта       | Население |
| - | ---------------- | ---------------------------- | --------- |
| 1 | Чикой            | село, административный центр | ↘477      |